# Selenocosmia similis
Selenocosmia similis är en spindelart som beskrevs av Kulczynski 1911. Selenocosmia similis ingår i släktet Selenocosmia och familjen fågelspindlar. Inga underarter finns listade i Catalogue of Life.